# Émile Lamarre
Émile Lamarre (* 25. September 1886 in Saint-Rémi-de-Napierville; † 21. Februar 1963 in Montreal) war ein kanadischer Sänger (Bass).
Lamarre studierte Gesang bei Céline Marier und tourte mit einer Theatertruppe durch die USA. Nach kurzer Mitgliedschaft im Quatuor Canadien trat er in den 1920er Jahren regelmäßig mit der Société canadienne d'opérette auf. Ab 1930 war er Mitglied des von Roger Filiatrault gegründeten Quatuor Alouette, mit dem er u. a. in Kanada, den USA, Frankreich, Belgien und Brasilien auftrat sowie Rundfunk- und Schallplattenaufnahmen realisierte.